# 広島県道78号三良坂総領線
広島県道78号三良坂総領線（ひろしまけんどう78ごう みらさかそうりょうせん）は、広島県三次市から庄原市に至る県道（主要地方道）である。

## 概要
広島県三次市三良坂町三良坂から庄原市総領町稲草を結ぶ。

### 路線データ
- 起点：広島県三次市三良坂町三良坂（沖江交差点、広島県道61号三次庄原線交点）
- 終点：広島県庄原市総領町稲草（上市交差点、国道432号・広島県道51号甲山甲奴上市線交点）
- 総延長：11.314 km[1]
- 実延長：総延長に同じ
- 認定：1960年（昭和35年）10月10日[1]

## 歴史
- 1993年（平成5年）5月11日 - 建設省から、県道稲草三良坂線が三良坂総領線として主要地方道に指定される[2]。

## 地理

### 通過する自治体
- 三次市
- 庄原市

### 交差する道路
- 広島県道61号三次庄原線（三次市三良坂町三良坂・沖江交差点、起点）
- 広島県道425号梶田三良坂線（三次市吉舎町知和）
- 国道432号・広島県道51号甲山甲奴上市線（庄原市総領町稲草・上市交差点、終点）

### 沿線にある施設など
- 灰塚ダム